# Riera de Sant Cugat
La riera de Sant Cugat és un afluent del riu Ripoll pel marge dret. Els 7,8 km de curs de la riera flueixen per tres termes municipals: Sant Cugat del Vallès, Cerdanyola del Vallès i Montcada i Reixac, tots de la comarca del Vallès Occidental. Durant el seu curs rep aigua de diferents torrents de la serra de Collserola i la serra de Galliners.